# Springer Science+Business Media
Springer Science+Business Media, cunoscută în general drept Springer, este o editură multinațională germană, care publică cărți, e-bookuri și reviste științifice evaluate de colegi din publicații științifice, umaniste, tehnice și medicale (STM).
Fondată inițial în 1842 la Berlin, s-a extins la nivel internațional în anii 1960, iar prin fuziuni în anii 1990 și după o vânzare către firme de capital de risc a fuzionat cu Wolters Kluwer, ca în 2015 să devină o parte a Springer Nature⁠(d). Springer are birouri importante în Berlin, Heidelberg, Dordrecht și New York.

## Istoric
Julius Springer a fondat Springer-Verlag la Berlin în 1842, iar fiul său, Ferdinand Springer, l-a dezvoltat dintr-o firmă mică, cu 4 angajați, ca al doilea cel mai mare editor academic din Germania, cu 65 de angajați în 1872. În 1964 Springer și-a extins afacerea la nivel internațional, deschizând un birou în New York. Au urmat curând birouri la Tokyo, Paris, Milano, Hong Kong și Delhi.
În 1999 a fost înființată editura academică BertelsmannSpringer după ce compania de media și divertisment Bertelsmann a cumpărat un pachet majoritar de acțiuni la Springer-Verlag. În 2003 grupurile britanice de investiții Cinven și Candover au cumpărat BertelsmannSpringer de la Bertelsmann. În 2004 ei au fuzionat cu editorul olandez Kluwer Academic Publishers (succesoarea lui D. Reidel, Dr. W. Junk, Plenum Publishers și a majorității lui Chapman & Hall) și cu Baltzer Science Publishers) pe care le-au cumpărat de la Wolters Kluwer în 2002, pentru a forma Springer Science+Business Media.
În 2006, Springer a achiziționat Humana Press.
În octombrie 2008 Springer a achiziționat editura cu acces deschis BioMed Central pentru o sumă nedezvăluită.
În 2009 Cinven și Candover au vândut Springer către două firme de capital privat, EQT Partners și Government of Singapore Investment Corporation, tranzacție confirmată în februarie 2010, după ce autoritățile antitrust din SUA și Europa au aprobat transferul.
În 2011, Springer a achiziționat Pharma Marketing and Publishing Services (MPS) de la Wolters Kluwer.
În 2013, firma de capital privat BC Partners cu sediul la Londra a achiziționat un pachet majoritar de acțiuni al Springer de la EQT și GIC pentru 4,4 miliarde de dolari.
În ianuarie 2015 Holtzbrinck Publishing Group / Nature Publishing Group și Springer Science+Business Media au anunțat fuziunea. În mai 2015 tranzacția a fost încheiată și s-a format o nouă companie mixtă, Springer Nature, cu Holtzbrinck deținând o majoritate a acțiunilor de 53 % și BC Partners păstrând o cotă de 47 % în companie.

## Produse
În 1996, Springer a lansat pe site-ul său, SpringerLink, conținutul unor cărți și reviste electronice.
SpringerImages a fost lansată în 2008. În 2009, a fost lansată SpringerMaterials, o platformă pentru accesarea bazei de date Landolt-Börnstein, cu cercetări și informații despre materiale și proprietățile acestora.
AuthorMapper este un instrument online gratuit pentru vizualizarea cercetării științifice care permite descoperirea documentelor pe baza adreselor autorilor și a hărților geografice, ajutând utilizatorii să exploreze modele în cercetarea științifică, să identifice tendințele literaturii, să descopere relații de colaborare și să găsească experți în mai multe domenii științifice/medicale.
Springer Protocols conținea o colecție de proceduri de laborator, rețete care oferă instrucțiuni pas cu pas pentru efectuarea experimentelor, care în 2018 au fost puse la dispoziție în SpringerLink.
Publicația de carte cuprinde lucrări de referință majore, manuale, monografii și serii de cărți; peste 168000 de titluri sunt disponibile sub formă de cărți electronice, în 24 de colecții tematice.

### Acces deschis
Springer este membră a Open Access Scholarly Publishers Association⁠(d). La unele dintre revistele sale, Springer nu solicită autorilor săi să-și transfere drepturile de autor și le permite să decidă dacă articolele lor sunt publicate sub o licență de acces deschis sau în modul tradițional de acces, restricționat. Deși publicarea cu acces deschis necesită de obicei ca autorul să plătească o taxă pentru păstrarea drepturilor de autor, această taxă este uneori acoperită de o terță parte. De exemplu, o instituție națională din Polonia permite autorilor să publice în reviste cu acces deschis fără a suporta personal vreun cost, ci folosind fonduri publice.

## Imprimate selectate
- Adis International[23]
- Apress
- BioMed Central

- Chemistry Central (defunctă)
- PhysMath Central (defunctă)

- Birkhäuser Verlag
- Current Medicine Group
- Humana Press
- Infochem
- Kluwer Academic Publishers (defunctă)

- Baltzer Science Publishers
- D. Reidel

- Plenum Publishers
- SpringerOpen
- Springer Gabler
- Springer Praxis Books[24]
- Springer Spektrum⁠(de)[traduceți] (fostă Spektrum Akademischer Verlag⁠(de)[traduceți])
- Springer Vieweg

## Publicații selectate
- Encyclopaedia of Mathematics
- Ergebnisse der Mathematik und ihrer Grenzgebiete (serie de cărți)
- Graduate Texts in Mathematics (serie de cărți)
- Grothendieck's Séminaire de géométrie algébrique
- The International Journal of Advanced Manufacturing Technology
- Lecture Notes in Computer Science
- Undergraduate Texts in Mathematics (serie de cărți)
- Zentralblatt MATH
- MRS Bulletin